# Miniopterus natalensis
Miniopterus natalensis és una espècie de ratpenat de la família dels minioptèrids. És un animal carnívor que s'alimenta principalment d'animals invertebrats, concretament dípters, hemípters, isòpters i, en menor mesura, lepidòpters i coleòpters. El seu pes oscil·la al voltant dels 10 g i la seva longitud amb les ales esteses és de 45 cm.

## Morfologia
Les seves extremitats inferiors són proporcionalment més llargues que en altres mamífers tenint en compte la considerable llargada dels seus metacarpians i falanges.
Trobem tres membranes esteses en el seu cos: el chiropatagium, que es troba entre els dits de l'animal, el plagiopatagium que s'estén entre l'extremitat anterior, el cos i la pota de darrere i l'uropatagium que uneix la cua i la pota de l'animal. Les dues primeres membranes són les que permeten que l'extremitat anterior funcioni com una ala.

## Hàbitat i ecologia
El seu hàbitat natural són les sabanes semidesèrtiques, seques i humides, així com les zones amb arbustos de tipus mediterrani. És una espècie en risc mínim, és a dir, no sembla que hi hagi cap amenaça significativa per a la seva supervivència. Són animals gregaris que viuen en grups de més de mil individus i acostumen a habitar coves.
EStacionàriament, es mouen entre nius ocupats pels dos sexes i nius reservats només per a les famelles on naixen els descendents i aquests aprenen a volar.
Aquesta naturalesa migratòria ha permès a aquests mamífers ocupar molts tipus diferents de vegetació en funció de l'estació.
Un dels majors predadors del Miniopterus natalensis és el mussol.

## Gestació
Els Miniòpters utilitzen una estratègia d'implantació tardana per tal d'assegurar-se que les seves cries neixin en una època d'abundants recursos alimentaris. Així, tot i que s'aparellen abans de la seva hibridació, el blastocist es manté inactiu en les Trompes de Fal·lopi i no s'implanta fins al principi de la primavera quan acaba la implantació. Les cries naixen al final de la primavera/principi d'estiu quan els insectes són més abundants.
S'han vist diferències entre el temps d'implantació entre poblacions de latituds tropicals com Zimbabwe i latituds temperades com el Cap Oriental. S'especula que aquestes diferències són a causa de la llargada del dia, tot i això, aquesta estratègia no es coneix en profunditat i es creu que pot estar regulada sota el control hormonal de la prolactina.
La progesterona també és una altra hormona que té un paper important en la implantació i pot ser utilitzada com un potencial indicador de la progressió de l'embaràs.

## Distribució geogràfica
Podem trobar Miniopterus natalensis a l'Àfrica. Concretament és natiu de l'Angola, Botswana, la República Democràtica del Congo, Kènia, Lesotho, Malawi, Moçambic, Namíbia, Aràbia Saudí, Swazilàndia, Tanzània, República Democràtica del Yemen, Zàmbia i Zimbabwe.